# Эрхардт, Гейнц
Гейнц Эрхард (нем. Heinz Erhardt; 20 февраля 1909, Рига, Российская империя — 5 июня 1979, Гамбург, Германия) — немецкий актёр, музыкант, поэт и комик.

## Биография
Родители Г.Эрхардта развелись, когда мальчик был ещё совсем мал. Хайнц воспитывался в доме дедушки и бабушки в Риге, где его дед профессионально был связан с музыкой. Незадолго перед поступлением Г. Эрхардта в школу его мать взяла сына к себе в Санкт-Петербург, однако там мальчик не прижился и вернулся к дедушке и бабушке в Ригу. Вскоре после этого он переезжает к отцу, капельмейстеру Густаву Эрхардту, который ведёт кочевую жизнь. За недолгое время своего пребывания у отца Гейнц 15 раз меняет место жительства и школу. В конце концов он снова оказывается  в Риге у деда, который вскоре отправляет его в Лейпциг изучать музыку.
Г. Эрхардт изучает в Лейпцигской консерватории музыку, в этом же городе в 1934 году знакомится в лифте, поднимаясь к зубному врачу, с Гильдой Занетти, на которой он спустя год женится и которая родила ему четырёх детей.
В начале 1938 года Г. Эрхардт окончательно порывает с навязанной ему дедом «торговлей музыкой» и начинает свою артистическую карьеру, сначала в небольших развлекательных программах, на вечерних раутах, семейных и общественных праздничных собраниях. Вскоре он исполняет комические роли на сцене Рижского театра. Взлёт его театральной карьеры начинается в октябре 1938 года, в знаменитом берлинском «Комическом кабаре». Газеты всей Германии с восторгом пишут о выступлениях музыканта-юмориста.
В ноябре 1941 года не умеющий плавать и носящий очки Г. Эрхардт призывается в армию и направляется служить в морскую пехоту, впрочем там он руководит оркестром. В 1946 году, после окончания Второй мировой войны, Г. Эрхардт живёт в Гамбурге, где ведёт комические и развлекательные программы на радио NDWR, одной из самых популярных стала его «Такие глупости»(So was Dummes). Другие его программы, выходившие в эфир в так называемую «эру Аденауэра» и создавшие комические образы налоговых инспекторов или благородных отцов семейств, имели также шумный успех. В этот же период начинают выходить и сборники юмористической поэзии Г. Эрхардта, наименование наиболее известного из которых «Ещё один стишок»(«Noch´n Gedicht») стал в Германии крылатым выражением. Эти комические стихотворения артиста читаются с интересом и в XXI веке.
Новая сторона комического таланта Г.Эрхардта открылась в 50-е годы, когда артист начинает сниматься в кино. Уже его первая кинокомедия «Вдовец с пятью дочерьми» побила все кассовые рекорды того времени. 1 июня 1979 года, за четыре дня до смерти, Г.Эрхардту вручается большой крест ордена «За заслуги перед ФРГ». В мае 2003 года, в Гёттингене, на том месте, где Эрхардт в роли «полицейского Добермана» руководил движением (фильм «Конечно, водители!», 1959), установлен памятник артисту-«полицейскому», а площадь носит имя Гейнца Эрхардта. В 2007 году, согласно опросу, проведённому немецким телеканалом ZDF, Г.Эрхардт занял второе место среди комических актёров немецкоязычных стран XX столетия (после Лорио).
Внук — популярный артист театра, кино и телевидения Германии Марек Эрхардт.

## Избранные кинокомедии с участием Г.Эрхардта
- «Вдовец с пятью дочерьми» (1957)
- «Тройняшки на борту», (1959)
- «Конечно, водители!», (1959)
- «Ах, Эгон!», (1961)
- «Купи себе пёстрый воздушный шар!»
- «Почта уходит» (1962)
- «Если едут купаться на Тенерифе» (1964)
- «Трое в лодке» (1964).